# Флек, Йозеф
Йозеф Амадей Флек (нем. Joseph Amadeus Fleck; 25 августа 1892 — 5 апреля 1977) — американский художник и монументалист.

## Биография
Йозеф Флек родился в Австрии в 1892 году и получил академическое образование в Королевской венской художественной академии и Королевской художественной академии в Мюнхене. Он переехал в Канзас-Сити в 1922 году, а затем поселился в Таосе, штат Нью-Мексико, в 1925 году. С 1942 по 1946 год он был деканом изящных искусств и художником в резиденции Университета Миссури в Канзас-Сити.